# Cyligramma importuna
Cyligramma importuna là một loài bướm đêm trong họ Noctuidae.